# Casa Antonia Burés
La Casa Antonia Burés es un edificio residencial modernista situado en la calle Ausiàs Marc, 42-46 de Barcelona (España). Fue construida entre 1903 y 1906 por el arquitecto Juli Batllevell y el contratista de obras Enric Pi i Cabañas. La casa fue realizada por encargo de Antonia Burés i Borràs y su marido, el industrial textil, Llogarri Torrens i Serra.
Esta casa es la obra de Batllevell más elaborada y exitosa de las que realizó en Barcelona.

## Descripción

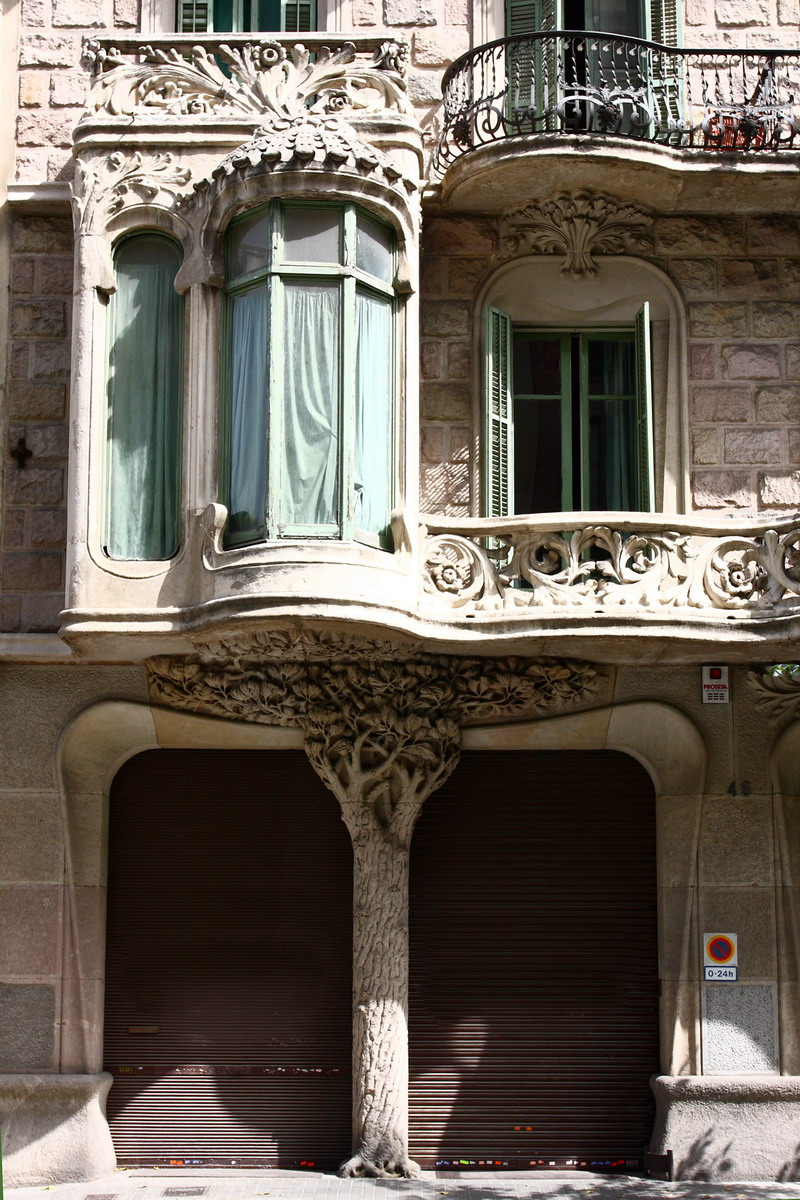
Tribuna y árbol de piedra.

La fachada de la casa está hecha de sillares de piedra medio devastados, siendo los elementos más singulares del edificio las dos tribunas laterales que parecen apoyarse encima de la copa de dos árboles de piedra que emergen de la calle.
La baranda del balcón corrido del piso principal también es de piedra, así como la barandilla que existe encima de las dos tribunas, todas con motivos vegetales. El resto de las barandillas son de hierro, adoptando formas sinuosas típicamente modernistas.
El coronamiento del edificio está formado por cinco arcos unidos con una moldura ondulante, con un busto del Sagrado Corazón de Jesús en la arcada central.
Uno de los elementos más espectaculares del edificio es el ascensor, construido por la casa Enrique Cardellach, con madera y vitrales, y un espejo de formas redondeadas en el interior.

## Controversias
Hasta 1992 el diseño de la casa no le fue atribuido formalmente a Batllevell, antes se pensaba que había sido realizado por Enric Pi, contratista de obras y amigo de Batllevell, descrito durante años de forma errónea como arquitecto o maestro de obras. Por otro lado, la familia Torrens siempre ha defendido que el diseño de la fachada de la casa fue un regalo de Antoni Gaudí a Batllevell, que era colaborador suyo. Lo que si es seguro, es que los planos de la casa fueron firmados por Batllevell.
Los árboles de la fachada también son objeto de polémica. Tradicionalmente se ha dicho que eran pinos, por la apariencia de la corteza, un punto de vista reforzado por el apellido del constructor, Enric Pi (pi en catalán es pino), y que antes se creía el diseñador de la casa. Por otra parte, la familia Torrens y algunos expertos defienden que se trata de moreras.